# TV Folha
A TV Folha é o braço audiovisual do jornal Folha de S.Paulo. O material produzido pela equipe é publicado no site da Folha e costumava ser exibido em um programa semanal na TV Cultura (domingo, 20h; com reprise na mesma noite, 0h).

## História
A estreia da TV Folha aconteceu em 2011. Em um ano, a equipe produziu mais de 560 vídeos, entre reportagens, entrevistas e musicais.
Em entrevista à TV Folha em julho de 2011, o então ministro Nelson Jobim admitiu ter votado em José Serra para presidente –e foi substituído quase que imediatamente pela presidente Dilma Rousseff.
Meses depois, a TV Folha mostrou o presidente do Senado, José Sarney, utilizando um helicóptero do governo do Maranhão para fins privados.
Outras irregularidades e demonstrações de abuso de poder—como um policial que grita “estrebucha” a uma vítima que agoniza no chão ou guardas civis agredindo um repórter da própria TV Folha em uma manifestação pela legalização da maconha—repercutiram de maneira contundente ao longo do ano.
Além da publicação diária de minidocumentários sobre cultura, economia, esporte, conflitos internacionais, personagens curiosos e política, no final de 2011 a TV Folha iniciou um novo projeto, desta vez para levar o material produzido para a TV aberta.

## Ligações Externas
- «Sítio oficial»